# Ernst Meyer (Historiker)
Ernst Meyer (* 21. Februar 1898 in Pinneberg; † 18. November 1975 in Zürich) war ein deutscher Althistoriker.

## Leben
Nach Schulbesuch am Gymnasium in Altona und Kriegsdienst von 1915 bis 1918 studierte Meyer ab 1919 altertumswissenschaftliche Fächer an den Universitäten Hamburg, Kiel und Göttingen. 1923 wurde er in Göttingen bei Ulrich Kahrstedt promoviert und habilitierte sich dank der tatkräftigen Unterstützung durch Felix Jacoby bereits ein Jahr darauf an der Universität Kiel. Sowohl die Dissertation als auch die nur 90 Seiten umfassende Habilitationsschrift behandelten die griechische Geschichte des Hellenismus.
Nach dem Reisestipendium des Deutschen Archäologischen Instituts, das ihm für 1924/25 verliehen wurde, wurde er 1927 als Nachfolger von Johannes Hasebroek zuerst außerordentlicher, ab 1947 dann ordentlicher Professor für Alte Geschichte und Epigraphik an der Universität Zürich. Er wurde 1968 emeritiert, lehrte aber als Honorarprofessor weiter.
Meyer beschäftigte sich in besonderer Weise mit der Topographie des antiken Griechenlands, antiken Staatsformen, insbesondere dem römischen Staat, und der Schweiz im Altertum. Er verfasste mehrere Monografien, Aufsätze und hunderte Artikel, vor allem zur altgriechischen Topographie in Paulys Realencyclopädie der classischen Altertumswissenschaft (RE) und dem Kleinen Pauly. Meyer war auch Übersetzer antiker Autoren wie Pausanias und moderner Fachliteratur ins Deutsche.
Nach seiner Emeritierung blieb Meyer weiterhin in der wissenschaftlichen Welt tätig. So schrieb er zahlreiche Rezensionen für die Neue Zürcher Zeitung. Noch am wenige Stunden vor seinem Tode infolge eines Herzinfarkts arbeitete er in der Zürcher Zentralbibliothek an einer Buchbesprechung.
Der wissenschaftliche Teil seines Nachlasses befindet sich heute im Universitätsarchiv Zürich.

## Schriften (Auswahl)
- Über die Kenntnis des Altertums von der Schweiz in vorrömischer Zeit. Leemann, Zürich 1934.
- Grundzüge der Geschichte der römischen Kaiserzeit. Leemann, Zürich 1935.
- Peloponnesische Wanderungen. Niehaus, Zürich 1939. Nachdruck Hakkert, Amsterdam 1991, ISBN 90-256-0995-3.
- Die Schweiz im Altertum. Francke, Bern 1946.
- Römischer Staat und Staatsgedanke. Artemis, Zürich 1948, 5. Auflage 1990 (Erasmus-Bibliothek, später in Die Altertumswissenschaft).
- Neue peloponnesische Wanderungen. Francke, Bern 1957.
- Römische Zeit, in: Handbuch der Schweizer Geschichte, Zürich 1972, S. 53–91.
- Einführung in die lateinische Epigraphik. Wissenschaftliche Buchgesellschaft, Darmstadt 1973, 3. Auflage 1991.